# KkStB 185
A kkStB 185.01 egy szertartályos gőzmozdony volt a Császári és Királyi Osztrák Államvasutak-nál (kkStB).
Ez egy kis olajtüzelésű, kétcsatlós, viszonylag korszerű kompaundmozdony volt Joy vezérléssel. Prága állomáson volt állomásítva, majd 1918 után is a ČSD-nél maradt, ahol besorolást nem kapott, úgy lett selejtezve.
Két további azonos mozdony is készült 1905-ben a kkStB-nek 185.02-03 pályaszámokkal, de ezeket a Déli Vasút vette használatba  a Ljubljana–Oberlaibach-vonalon.

## Fordítás
- Ez a szócikk részben vagy egészben  a   kkStB 185 című német Wikipédia-szócikk fordításán alapul.  Az eredeti cikk szerkesztőit annak laptörténete sorolja fel. Ez a jelzés csupán a megfogalmazás eredetét és a szerzői jogokat jelzi, nem szolgál a cikkben szereplő információk forrásmegjelöléseként.